# 镇宁堡乡
镇宁堡乡，是中华人民共和国河北省张家口赤城县下辖的一个乡镇级行政单位。著名电影导演张艺谋于1999年拍摄的影片《一个都不能少》，就是在赤城县镇宁堡乡的水泉村拍摄完成的。

## 行政区划
镇宁堡乡下辖以下地区：
镇宁堡村、东沟楼村、中所村、东沟村、东栅子村、红嵯子村、方家梁村、正阳墩村、盘石台村、水泉子村、野马盘村、鹰窝沟村、四墩沟村、大边村、丁字路村、仝家窑村、葵花村、胡家窑村、西栅子村、赵家沟村、西寺沟村、黄土梁村、二堡子村、杨家村、头堡子村和王官村。